# Scomberoides tol
Scomberoides tol es una especie de peces de la familia Carangidae en el orden de los Perciformes.

## Morfología
• Los machos pueden llegar alcanzar los 60 cm de longitud total.

## Distribución geográfica
Se encuentra desde KwaZulu-Natal (Sudáfrica) hasta el Japón, Australia y Fiyi.